# قوطي جزيرة كوزوميل
قوطي جزيرة كوزوميل (Nasua narica النلسونية) هو قوطي من جزيرة كوزوميل المكسيكية. ينتمي إلي عائلة الراتونيات، التي تضم أيضا الراكون، الأولينغو، والكنكاج. لقد تم التعامل معها كنوع، لكن الغالبية العظمى من السلطات الحديثة تعاملها كنوعيعيات من قوطي أبيض الخطم. قوطي جزيرة كوزوميل أصغر قليلاً من القوطي ذو الأنف الأبيض في البر الرئيسي المجاور (N. n. yucatanica) ؛ ولكن، عند مقارنته على نطاق أوسع بالقوطي ذو الأنف الأبيض، فإن الفرق في الحجم لا يكون واضحًا. يدعم مستوى الاختلافات الأخرى أيضًا وضعه كنويعي بدلاً من نوع منفصل.
تم التكهن بأنه نتيجة استقدامه قديمًا من المايا إلى كوزوميل،  بالرغم من عدم تصنيفها من قبل الاتحاد الدولي لحفظ الطبيعة (حيث تم ضمه مع القوطي ذو الأنف الأبيض المنتشر)،  ويعتقد أن قوطي جزيرة كوزومي مهدد للغاية وقريب من الانقراض .